# Marko Pjaca
Marko Pjaca (Zagreb, 6 de mayo de 1995) es un futbolista croata que juega como delantero en el G. N. K. Dinamo Zagreb de la Primera Liga de Croacia.

## Trayectoria

### Dinamo Zagreb
Pjaca llegó al club croata en 2014, club en el que explotó como futbolista y se dio a conocer en Europa.
El 6 de noviembre de 2015 fue nominado al Premio Golden Boy, como uno de los 40 mejores jugadores sub-21 del mundo que juegan en Europa. Finalmente el premio lo ganó Anthony Martial.

### Juventus F. C.
El 19 de julio de 2016, fue fichado por Juventus F. C., equipo que pagó unos 23 millones de euros por su ficha.
El 27 de agosto de 2016 jugó 2 minutos frente a la Lazio debutando la Juve.
Su primer gol llegaría el 22 de febrero de 2017 en un partido de la Champions League frente al Oporto. El 30 de marzo de ese mismo año, Pjaca tuvo una horrible lesión que le apartaría de lo apartaría de los terrenos de juegos 221 días perdiéndose 33 partidos con su club.
De cara a la temporada 2017-18 Pjaca se recuperó y jugó algunos partidos con el filial para recuperar la forma.

### Schalke 04 (cedido)
El 4 de enero de 2018, el extremo croata fue cedido al FC Schalke 04 de la Bundesliga por 0'8 millones de €.

### Fiorentina (cedido)
El 7 de agosto de 2018, Pjaca fue cedido la ACF Fiorentina de la Serie A por 2 millones de € y una opción de compra de 20 millones de €.

## Selección nacional

### Categorías inferiores
Ha sido internacional con la selección de Croacia en las categorías sub-17, sub-18 y sub-19, sub-20 y sub-21.

#### Participaciones en categorías inferiores
| Competición                               | Sede            | Resultado              | Partidos | Goles |
| ----------------------------------------- | --------------- | ---------------------- | -------- | ----- |
| Campeonato Europeo Sub-17 de la UEFA 2012 | Eslovenia       | Ronda de clasificación | 3        | 1     |
| Copa Mundial de Fútbol Sub-20 de 2013     | Turquía         | Octavos de final       | 4        | 0     |
| Eurocopa Sub-21 de 2015                   | República Checa | Fase de play-offs      | 3        | 0     |

### Absoluta
Fue convocado por primera vez para la selección de fútbol de Croacia para la fecha FIFA de septiembre en 2014, debutó el 4 de septiembre contra Chipre, ingresó al minuto 78 por Mateo Kovačić y ganaron 2 a 0.
Marcó un gol el 4 de junio de 2016 en un amistoso contra la selección de fútbol de San Marino que acabó en 10-0 con victoria croata, donde también dio una asistencia. Ese mismo mes acudió a la Eurocopa 2016.
El 4 de junio de 2018, el seleccionador Zlatko Dalić lo incluyó en la lista de 23 para el Mundial. Fue suplente habitual y llegó a jugar unos minutos en la final que perdieron 4 a 2 contra Francia, participando así del histórico subcampeonato conseguido por su selección.
En octubre de 2023 fue citado por Zlatko Dalić para un par de amistosos cinco años después de su último partido con la selección. Unos meses después fue incluido en la lista de 26 para participar en la Eurocopa 2024.

#### Participaciones en Copas del Mundo
| Mundial                        | Sede  | Resultado  | Partidos | Goles |
| ------------------------------ | ----- | ---------- | -------- | ----- |
| Copa Mundial de Fútbol de 2018 | Rusia | Subcampeón | 3        | 0     |

#### Participaciones en Eurocopas
| Copa          | Sede     | Resultado        | Partidos | Goles |
| ------------- | -------- | ---------------- | -------- | ----- |
| Eurocopa 2016 | Francia  | Octavos de final | 3        | 0     |
| Eurocopa 2024 | Alemania | Primera fase     | 0        | 0     |

## Estadísticas

### Clubes
Actualizado el 25 de mayo de 2025.
| Club                             | Div.          | Temporada     | Liga  | Liga  | Copas nacionales | Copas nacionales | Torneos internacionales | Torneos internacionales | Total | Total |
| Club                             | Div.          | Temporada     | Part. | Goles | Part.            | Goles            | Part.                   | Goles                   | Part. | Goles |
| -------------------------------- | ------------- | ------------- | ----- | ----- | ---------------- | ---------------- | ----------------------- | ----------------------- | ----- | ----- |
| N. K. Lokomotiva · Croacia       | 1.ª           | 2011-12       | 1     | 0     | 0                | 0                | —                       | —                       | 1     | 0     |
| N. K. Lokomotiva · Croacia       | 1.ª           | 2012-13       | 17    | 2     | 5                | 1                | —                       | —                       | 22    | 3     |
| N. K. Lokomotiva · Croacia       | 1.ª           | 2013-14       | 30    | 7     | 0                | 0                | 2                       | 0                       | 32    | 7     |
| N. K. Lokomotiva · Croacia       | Total club    | Total club    | 48    | 9     | 5                | 1                | 2                       | 0                       | 55    | 10    |
| G. N. K. Dinamo Zagreb · Croacia | 1.ª           | 2014-15       | 32    | 11    | 8                | 0                | 8                       | 3                       | 48    | 14    |
| G. N. K. Dinamo Zagreb · Croacia | 1.ª           | 2015-16       | 28    | 8     | 3                | 1                | 12                      | 3                       | 43    | 12    |
| G. N. K. Dinamo Zagreb · Croacia | 1.ª           | 2016-17       | 1     | 0     | 0                | 0                | 1                       | 2                       | 2     | 2     |
| Juventus F. C. · Italia          | 1.ª           | 2016-17       | 14    | 0     | 2                | 0                | 4                       | 1                       | 20    | 1     |
| Juventus F. C. · Italia          | 1.ª           | 2017-18       | 0     | 0     | 0                | 0                | 0                       | 0                       | 0     | 0     |
| F. C. Schalke 04 · Alemania      | 1.ª           | 2017-18       | 7     | 2     | 2                | 0                | —                       | —                       | 9     | 2     |
| F. C. Schalke 04 · Alemania      | Total club    | Total club    | 7     | 2     | 2                | 0                | 0                       | 0                       | 9     | 2     |
| ACF Fiorentina · Italia          | 1.ª           | 2018-19       | 19    | 1     | 0                | 0                | —                       | —                       | 19    | 1     |
| ACF Fiorentina · Italia          | Total club    | Total club    | 19    | 1     | 0                | 0                | 0                       | 0                       | 19    | 1     |
| Juventus F. C. · Italia          | 1.ª           | 2019-20       | 0     | 0     | 1                | 0                | 0                       | 0                       | 1     | 0     |
| Juventus F. C. · Italia          | Total club    | Total club    | 14    | 0     | 3                | 0                | 4                       | 1                       | 21    | 1     |
| R. S. C. Anderlecht · Bélgica    | 1.ª           | 2019-20       | 4     | 1     | —                | —                | —                       | —                       | 4     | 1     |
| R. S. C. Anderlecht · Bélgica    | Total club    | Total club    | 4     | 1     | 0                | 0                | 0                       | 0                       | 4     | 1     |
| Genoa C. F. C. · Italia          | 1.ª           | 2020-21       | 35    | 3     | 3                | 0                | —                       | —                       | 38    | 3     |
| Genoa C. F. C. · Italia          | Total club    | Total club    | 35    | 3     | 3                | 0                | 0                       | 0                       | 38    | 3     |
| Torino F. C. · Italia            | 1.ª           | 2021-22       | 24    | 3     | 2                | 0                | —                       | —                       | 26    | 3     |
| Torino F. C. · Italia            | Total club    | Total club    | 24    | 3     | 2                | 0                | 0                       | 0                       | 26    | 3     |
| Empoli F. C. · Italia            | 1.ª           | 2022-23       | 17    | 0     | —                | —                | —                       | —                       | 17    | 0     |
| Empoli F. C. · Italia            | Total club    | Total club    | 17    | 0     | 0                | 0                | 0                       | 0                       | 17    | 0     |
| H. N. K. Rijeka · Croacia        | 1.ª           | 2023-24       | 27    | 7     | 4                | 0                | ―                       | ―                       | 31    | 7     |
| H. N. K. Rijeka · Croacia        | Total club    | Total club    | 27    | 7     | 4                | 0                | 0                       | 0                       | 31    | 7     |
| G. N. K. Dinamo Zagreb · Croacia | 1.ª           | 2024-25       | 34    | 6     | 2                | 0                | 8                       | 3                       | 44    | 9     |
| G. N. K. Dinamo Zagreb · Croacia | Total club    | Total club    | 95    | 25    | 13               | 1                | 29                      | 11                      | 137   | 37    |
| Total carrera                    | Total carrera | Total carrera | 290   | 51    | 32               | 2                | 35                      | 12                      | 357   | 65    |

## Palmarés

### Campeonatos nacionales
| Título          | Club                   | País    | Año     |
| --------------- | ---------------------- | ------- | ------- |
| Prva HNL        | G. N. K. Dinamo Zagreb | Croacia | 2014-15 |
| Copa de Croacia | G. N. K. Dinamo Zagreb | Croacia | 2014-15 |
| Prva HNL        | G. N. K. Dinamo Zagreb | Croacia | 2015-16 |
| Copa de Croacia | G. N. K. Dinamo Zagreb | Croacia | 2015-16 |
| Copa Italia     | Juventus F. C.         | Italia  | 2016-17 |
| Serie A         | Juventus F. C.         | Italia  | 2016-17 |